# Watermael
Ne doit pas être confondu avec Wathermal.
Watermael (en néerlandais: Watermaal, en allemand vieilli Watermal) est un village belge de la commune de Watermael-Boitsfort dans la Région de Bruxelles-Capitale. L'endroit est situé dans le nord de la commune, qui se trouve dans le sud-est de la région de Bruxelles-Capitale.

## Histoire
L'histoire du lieu remonte à l'époque carolingienne. La région a été l'une des premières zones cultivées dans la forêt de Soignes. La plus ancienne mention historique utilisait l'appellation Guatremal pour désigner Watermael. Celle-ci figure dans une charte datée de 909, écrite en latin. Ce n'est qu'en 1191 que Guatermal s'écrira Watermael. L'étymologie du nom Guatremal est controversée et signifierait un lieu d'assemblée de  chefs Francs, lieu de décision militaire, de justice  ou politiques
Le nom Watermael pourrait, lui, être une composition de water (eau) et  mael (cour, lande) qui voudrait donc dire la lande au sol humide. Une autre théorie explique que le toponyme dérive de la composition de wachter (garde) et mallum (plaid), c'est-à-dire plaid des gardiens.
L'établissement d'une église remonterait à la fin du Xe siècle. En 1193, la possession de l'église de Watermael est confirmée par le Pape Celestin III , dans une lettre  au chapitre Notre-Dame de Cambray. Celle-ci fut plus tard transférée au monastère de Val Duchesse. Watermael était la paroisse mère par laquelle, plus tard, l'ensemble des paroisses environnantes fut formé. La juridiction des échevins de Watermael, selon la seigneurie de Rhode, couvrait une vaste zone et, à proximité de Watermael, aussi les lieux de Boitsfort, Auderghem, Etterbeek, Woluwe-Saint-Pierre, Stockel et Kraainem.
Au sud dans la forêt de Soignes, se trouve le village de Boitsfort, depuis le Moyen Age, qui a rapidement pris de l'importance. Les seigneurs de la province de Brabant l'avaient choisi comme base pour leur chasse et autour de 1282 y est fondée par Jean 1er une chapelle. Boitsfort a continué dans les siècles suivants à s'épanouir en tant que lieu de chasse de la cour ducale. La carte de Ferraris, dans les années 1770, montre un endroit dégagé, à la forêt de Soignes, avec au nord Waetermael, au sud, Boitsfort et à l'est Auderghem. À l'ouest de Watermael se trouve Boondael, dépendant de Uccle. Boitsfort et Auderghem appartenaient alors à la paroisse de Watermael.
À la fin de l'Ancien Régime, la Belgique étant sous la domination française dans les dernières années du XVIIIe siècle, les communes furent créées. Watermael, Boitsfort et Auderghem ont été séparées et ont été toutes les trois créées en communes. En 1811 , les trois communes de Watermael, Boitsfort et Auderghem ont de nouveau été fusionnées en une seule municipalité. L'arrivée de la ligne de chemin de fer Bruxelles-Namur augmente les communications pour la commune. En 1863, le hameau de Auderghem devient une municipalité indépendante. À partir de la fin du 19e siècle, et durant le 20e siècle, la croissance de l'urbanisation de Bruxelles atteint Watermael.

## Monuments
- L' Église Saint-Clément
- Le parc Tercoigne avec l'ancienne ferme Hof ter Coigne
- La gare de Watermael, qui est monument protégé

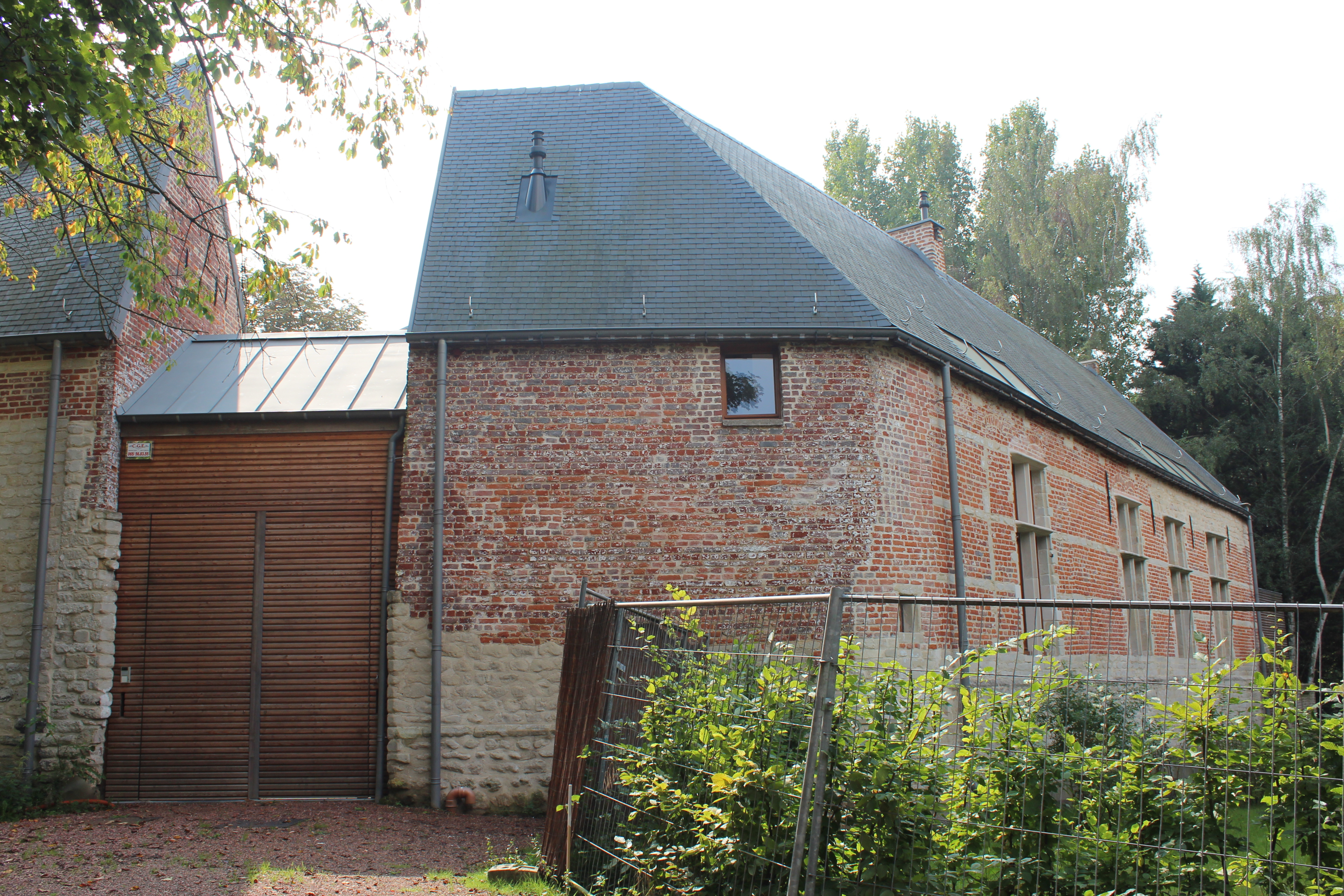
Hof ter Coigne

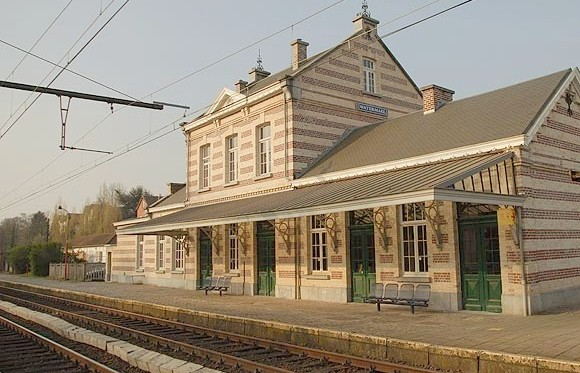
Gare de Watermael

## Le trafic et le transport
Watermael est traversée par les lignes de chemin de fer 161 et 26. Le long de la ligne de chemin de fer 161 (Bruxelles-Namur) se trouve  la Gare de Watermael et le long du chemin de fer de 26 la gare des Arcades.